# Eric Hobsbawm
Eric John Ernest Hobsbawm, britanski zgodovinar in pisatelj judovsko-avstrijskega rodu, * 9. junij 1917, Aleksandrija † 1. oktober 2012, London.

## Življenje
Hobsbawm rodi se v judovski družini avstrijskega rodu (zaradi napake v matičnem uradu je bil prvotni priimek Hobsbaum spremenjen) v Aleksandriji v Egiptu.
Čeprav je preživel mlada leta na Dunaju in v Berlinu, starša - Leopold Percy Hobsbaum (r. Obstbaum) in Nelly Hobsbaum (r. Grün) - sta z njim in s sestro vedno uporabljala angleški jezik.
Hobsbawm je obvladal več jezikov: pravilno je govoril angleško, nemško, špansko, italijansko in francosko; znal je brati nizozemščino, katalonščino in portugalščino.

## Dela
| Naslov                                       | Angleški naslov                                                                              | Datum            | Založba                                  | ISBN               |
| -------------------------------------------- | -------------------------------------------------------------------------------------------- | ---------------- | ---------------------------------------- | ------------------ |
|                                              | Labour's Turning Point: Extracts from Contemporary Sources                                   | 1948             | Lawrence & Wishart                       | ISBN 0-901759-65-1 |
|                                              | Primitive Rebels: Studies in Archaic Forms of Social Movement in the 19th and 20th centuries | 1959, 1963, 1971 | Manchester University Press              | ISBN 0-7190-0493-4 |
|                                              | The Jazz Scene                                                                               | 1959             | Weidenfeld & Nicolson                    | ISBN 0-297-79568-6 |
|                                              | The Age of Revolution: Europe 1789–1848                                                      | 1962             | Abacus (UK) Vintage Books (U.S.)         | ISBN 0-679-77253-7 |
|                                              | Labouring Men: studies in the history of labour                                              | 1964             | Weidenfeld & Nicolson                    | ISBN 0-297-76402-0 |
|                                              | Pre-Capitalist Economic Formations                                                           | 1965             | Lawrence & Wishart                       | ISBN 0-7178-0165-9 |
|                                              | Industry and Empire: From 1750 to the Present Day                                            | 1968             | Pelican                                  | ISBN 0-14-013749-1 |
| Banditi                                      | Bandits                                                                                      | 1969             | Weidenfeld & Nicolson                    | ISBN 0-394-74850-6 |
|                                              | Captain Swing                                                                                | 1969             | Lawrence & Wishart                       | ISBN 0-85315-175-X |
|                                              | Revolutionaries: Contemporary Essays                                                         | 1973             | Weidenfeld & Nicolson                    | ISBN 0-297-76549-3 |
|                                              | The Age of Capital: 1848–1875                                                                | 1975             | Weidenfeld & Nicolson                    | ISBN 0-297-76992-8 |
| Italijanska pot do socializma                | Italian Road to Socialism: An Interview by Eric Hobsbawm with Giorgio Napolitano             | 1977             | Lawrence Hill and Co                     | ISBN 0-88208-082-2 |
| Zgodovina marksizma                          | The History of Marxism: Marxism in Marx's day, Vol. 1                                        | 1982             | Harvester Press                          | ISBN 0-253-32812-8 |
| Izum tradicije                               | The Invention of Tradition                                                                   | 1983             | Cambridge University Press               | ISBN 0-521-43773-3 |
|                                              | Worlds of Labour: Further Studies in the History of Labour                                   | 1984             | Weidenfeld & Nicolson                    | ISBN 0-297-78509-5 |
|                                              | The Age of Empire: 1875–1914                                                                 | 1987             | Weidenfeld & Nicolson (First Edition)    | ISBN 0-521-43773-3 |
|                                              | Politics for a Rational Left: Political Writing, 1977–1988                                   | 1989             | Verso                                    | ISBN 0-86091-958-7 |
|                                              | Echoes of the Marseillaise: Two Centuries Look Back on the French Revolution                 | 1990             | Verso                                    | ISBN 0-86091-937-4 |
|                                              | Nations and Nationalism Since 1780: Programme, Myth, Reality                                 | 1991             | Cambridge University Press               | ISBN 0-521-43961-2 |
|                                              | The Age of Extremes: The Short Twentieth Century, 1914–1991                                  | 1994             | Michael Joseph (UK) Vintage Books (U.S.) | ISBN 0-679-73005-2 |
|                                              | Art and Power: Europe Under the Dictators exhibition catalogue                               | 1995             | Hayward Gallery                          | ISBN 0-500-23719-0 |
| O zgodovini                                  | On History                                                                                   | 1997             | Weidenfeld & Nicolson                    | ISBN 0-349-11050-6 |
|                                              | 1968 Magnum Throughout the World                                                             | 1998             | Hazan                                    | ISBN 2-85025-588-2 |
|                                              | Behind the Times: Decline and Fall of the Twentieth-Century Avant-Gardes                     | 1998             | Thames and Hudson                        | ISBN 0-500-55031-X |
|                                              | Uncommon People: Resistance, Rebellion and Jazz                                              | 1998             | Weidenfeld & Nicolson                    | ISBN 0-297-81916-X |
|                                              | Karl Marx and Friedrich Engels, The Communist Manifesto: A Modern Edition                    | 1998             | Verso                                    | ISBN 1-85984-898-2 |
| Novo stoletje: V pogovoru z Antoniom Politom | The New Century: In Conversation with Antonio Polito                                         | 2000             | Little, Brown                            | ISBN 0-316-85429-8 |
|                                              | Interesting Times: A Twentieth-Century life                                                  | 2002             | Allen Lane                               | ISBN 0-7139-9581-5 |
| Globalizacija, demokracija in terorizem      | Globalisation, Democracy and Terrorism                                                       | 2007             | Little, Brown                            | ISBN 0-316-02782-0 |
|                                              | How to Change the World: Tales of Marx and Marxism                                           | 2011             | Little, Brown                            | ISBN 1-4087-0287-8 |
|                                              | Fractured Times: Culture and Society in the 20th Century                                     | 2013             | Little, Brown                            | ISBN 14087-0428-5  |
|                                              | Viva la Revolucion: Hobsbawm on Latin America                                                | 2016             | Little, Brown                            | ISBN 14087-0707-1  |
| O nacionaliymu                               | On Nationalism                                                                               | 2021             | Little, Brown                            | ISBN 14087-1157-5  |